# 内方次元界
内方次元界（ないほうじげんかい、Inner Planes、イナー・プレイン）は、ダンジョンズ&ドラゴンズ ・ロールプレイングゲームの標準宇宙観において、
多元宇宙の材料となる四大元素とエネルギーを物質界に供給している次元界（の総称）である。
元素を供給する元素界と、エネルギーを供給するエネルギー界に分かれる。

## 元素界
風の元素界、火の元素界、水の元素界、地の元素界の四つの世界を指す。
いずれも無限の大きさを持ち、次元界全体が以下のように単一の元素で満たされた世界となっている。
・風の元素界：地表がなく、無限の空間が空気だけで満たされた果て無き大空
・水の元素界：海面も海底もない果て無き海
・地の元素界：無限の空間が地（固体）だけで満たされた地下世界
・火の元素界：次元界全体が燃え上がる世界。
元素界が供給する元素は物質界にとっては有益になるものの、元素界自体は物質界の住民にとっては過酷な世界であり、例えば備えなく火の次元界に足を踏み入れれば焼け死ぬことになる。

## エネルギー界
生命または死をもたらすエネルギーに満ちた世界であり、正のエネルギー界と負のエネルギー界を指す。
いずれも元素界で言えば風の次元界にやや近く、地表も何もない虚空が無限に広がっている。
但し、虚空と言えども空気は存在した風の次元界とは異なり、エネルギー界は物質的な構成要素を一切持たず、空気すらもが存在しない、エネルギーだけで満ちた世界である。

エネルギー界は物質では構成されておらず、むしろ創造性あるいは破壊性が形を持ったものであるという点でユニークである。全ての生命（あるいは非生命）はこれらに依存している。それにもかかわらず、エネルギー元素精霊あるいは別の形態の原住生命は一般的ではない。ザグヤー（正）とゼグイー（負）エネルゴンはダンジョンズ&ドラゴンズ の最初期に導入されたエネルギー界の原住クリーチャーである。

### 負のエネルギー界
第1版では負の物質界 とも呼ばれ、停滞、エントロピー、アンデッドの本拠である。負のエネルギー界に入ったあらゆる無防備な生物は、生命力を急速に吸い出され、それが尽きしだい死亡するであろう。アンデッド強化用の呪文を含むほとんどの死霊術の呪文と「アンデッドの威伏」能力はこの次元界を利用しており、またほとんどのアンデッド・クリーチャーはこの次元界と固有の繋がりを持つ。

### 正のエネルギー界
第1版では正の物質界 とも呼ばれ、創造と活力の次元界であり、負の次元界とは正反対の存在である。この次元界の生命を与える効果にもかかわらず、正のエネルギー界に入った生物は速やかに生命力の過負荷状態となり、破裂してしまうであろう。アンデッドに害を為す死霊術の呪文と「アンデッドの退散」能力はこの次元界を利用しており、ほとんどの不死のクリーチャーはこの次元界との固有の繋がりを持つ。

## 第1版においての設定
第1版には正のエネルギー界、負のエネルギー界、エーテル界と同様に、当初4つの内方次元界―四大元素の地、水、風、火の元素界―が存在した。

## 第2版においての設定
複数の元素界・エネルギー界が複合した複合元素界・準元素界が設定された。
アドバンスト・ダンジョンズ&ドラゴンズ第2版 において、内方次元界はいくつかの別の次元界を作り出すために互いに交わった。恐らくそれらの関係を解説するための最善の比喩は正八面体を用いることである。上の頂点を正のエネルギー界、下の頂点を負のエネルギー界、中央の4つの頂点に4つの元素界（4つの四大元素に基づく）を風と地、火と水がそれぞれ対角になるように配置する。これらはプレーンスケープ ・セッティングの重要な部分であった。各辺は複合元素界か準元素界を表す。
第2版ではまた複合元素界と準元素界が登場した。複合元素界は、2つの元素界が互いに接触するところで産み出される。煙（風と火）、氷（風と水）、泥土（地と水）、溶岩（火と土）である。準元素界は、いずれかの元素界といずれかのエネルギー界が互いに接触するところで産み出される。正のエネルギー界と元素界の接触部分では電光（風）、鉱物（土）、光輝（火）、蒸気（水）の準元素界となる。負のエネルギー界と元素界の接触部分では真空（風）、塵（土）、灰（火）、塩（水）の準元素界となる。
対立する次元界同士が接触した場合―特に正と負のエネルギー界―互いに激しく相殺しあうため、それらは接触しないことに留意せよ。そのため火と水、風と地が接触することもない。この法則にはただ1つ例外があり、主要物質界は等しく6つ全ての要素―地、風、火、水、創造（正のエネルギー）、腐敗（負のエネルギー）―で構成されている。

## 第3版においての設定
第3版のマニュアル・オブ・ザ・プレインズ （2001年）において、複合元素界と準元素界は削除され、また既定設定では内方諸次元界は完全に独立しており、互いに接触しないものとされた。複合元素クリーチャーは、関係する2つの次元界の両方に存在することとされた。サンドストーム （2005年）のような後の第3版資料では、一般に内方諸次元界が互いに接触することがあるとみなした。ドラゴン誌 321号の記事で光輝界が言及されたが、これは準元素界ではなく影界と対照的な次元界として紹介されており、結局第3版では準元素界についての言及は全く為されなかった。

## 第4版においての設定
D&D の第4版では、内方次元界は元素の渾沌と呼ばれる次元界に置き換えられ、それは内方次元界、エーテル界、リンボ、アビスを結合させたようなものであった。負のエネルギー界は、シャドウフェルと呼ばれる次元界を形成するために、影界、レイヴンロフトと結合された。

## 第5版においての設定
第3版と第4版を複合したような設定になっており、「元素の渾沌」の中に地水火風の四つの元素界が浮かんでいるものとされている。
また正のエネルギー界、負のエネルギー界は存在せず、他の諸次元界をドームのように覆う「正の次元界」「負の次元界」に移行している。

## 出版履歴
ゲイリー・ガイギャックスによる最初のモンスター・マニュアル （1977年）において、掲載されたエレメンタルはファイアー・エレメンタル、エアー・エレメンタル、ウォーター・エレメンタル、アース・エレメンタルだけであった。最初のプレイヤーズ・ハンドブック において、複合元素界と準元素界は言及されなかった。内方次元界は上記のように単純であった（地、水、火、風の元素界と、当時の名称である正の物質界と負の物質界）。エーテル界と主要物質界もまた、内方次元界に勘定された。
ドラゴン誌 27号（1979年7月）で、ジェフ・スワイカファーは新たな12の「元素」を提案する、はるかに発展的な基本案を提言した。ここで元素は18の正方形と8の正三角形の面を持つ多面体（小菱形立方八面体）になぞらえられた。4つの正方形の面が火、風、地、水を表した。これらの元素の中間は4つの性質―冷（風と水の間）、湿（水と地の間）、熱（地と火の間）、乾（火と風の間）―を表した。これらの元素と性質は多面体の「赤道」にあたり、「両極」にあたる善と悪から等距離にある。赤道と善の間には4つの性質―歓喜、肥沃、開始、光―が配置された。赤道と悪の間にも4つの性質―苦痛、不毛、終了、闇―が配置された。
ドラゴン誌 32号（1979年12月）では、ガイギャックスは彼のコラム「フロム・ザ・ソーサラーズ・スクロール」で、スワイカファーのアイデアは「実に良い」と書いたが、「湿」の代わりに「蒸気」を、「乾」の代わりに「塵」を使うべきであると指摘した。
そのようにして、それはディーアティーズ・アンド・デミゴッズ （1980年）に「複合元素界」として掲載された。
- 風 と水 が接触した氷の次元界。
- 風 と火 が結合した塵の次元界。
- 火 と地 が合流した熱の次元界。
- 地 と水 が遭遇した蒸気の次元界 [13]。

1983年に出版された、EX2 ザ・ランド・ビヨンド・ザ・マジック・ミラー は電光の準元素界の初登場を特色としたが、描写は登場人物達が正のエネルギー界と風の元素界にいることを示しており、それは電光の準元素界がどのようなものであるのかを知っている者がいることをガイギャックスが期待していなかったことを意味する。
ドラゴン誌 73号（1983年5月）にて、ガイギャックスはディーアティーズ・アンド・デミゴッズ に記載された内方次元界の宇宙観を批判し、それに対して独り責任をとった。
ここで留意すべきは、円環体において、複合元素界（氷、塵、蒸気、熱）はあまりにも多くの範囲を占有するということだ。眼識のある研究者達なら同じく、これらの間にある次元界の3つが物質的な発現によって示され、残りの1つは状況によって指定されると述べるであろう。それでは論理的な問題を。一連のものの内どれが属さないのか？　この作品にこのような描写を行った学識のある著者達を非難しない？　私はそれに関して責任ある1人であり、謝罪する。
この記事の一歩手前まで戻ること。もう1つの参考イラスト（右下の図B）も、資料集 ディーアティーズ・アンド・デミゴッズからの引用であり、内方次元界（物質界、元素界、正の物質界など）を示している。正の物質界が皿でもあるかのように物質的な多元宇宙上にどのように配置されているかに留意することは面白くはないだろうか？　同じく負の物質界がどのように受け皿の役目を果たすのかを観察するのは？
もしこれらの奇妙な関係が私を困惑させたという事実の半分でもあなた方―寛大な読者―を悩ませたのであれば、あなた方はひどく不当に扱われたということだ。私個人としては、もはやそれを我慢することができなかった。
私が冗談で「ファイル」と呼んでいる乱雑な束を数時間引っかき回し、内方次元界に関する私のメモを発見した。山の頂上にあたるのは、私の尊敬すべき盟友であるスティーヴ・マーシュによって提案された元素界の四面体構造のイラストであった。複合元素界、すなわち電光、溶岩、塵、氷、蒸気、泥土―は全て実体のある物質であり、つまり状態ではないのだ！　4つの面は正の物質界、負の物質界、影の次元界、主要物質界である。
しばらくの間この構造をいじった後で、ガイギャックスは次元構造を四面体から立方体に変更し、6面の内の4面がプレイヤーズ・ハンドブック で言及された「内方次元界」であると決定した（ドラゴン誌 73号の同記事で言及したように）。6つの面は地、火、風、水の元素界、負、正の物質界である。様々な面が接触する立方体の辺は、「複合元素界」と「準元素界」を表した。ガイギャックスは元素の入り交じった元素界として、煙（火と風が接触）、氷（風と水）、泥土（水と地）、溶岩（地と火）を列挙した。準元素界としては電光（風と正の物質界）、蒸気（水と正の物質界）、光輝（火と正の物質界）、鉱物（地と正の物質界）、真空（風と負の物質界）、灰（火と負の物質界）、塩（水と負の物質界）、塵（地と負の物質界）を列挙した。
この新たな構造はAD&D ゲームの第1版と第2版における既定のものとなり、マニュアル・オブ・ザ・プレインズ （1987年）、プレーンスケープ ・キャンペーンセッティング（1994年）、ジ・イナー・プレイン （1998年）で、より詳細に解説された。ジーン・アロウェイはプレーンスケープ・キャンペーンセッティング への論評において、「全ての内方次元界を動かす自然界の絶対的な力。内方次元界はあなた達に対して含むところは何もない。それらは全てのものにとって過酷である」という確かな感覚をプレイヤー達に与える、と述べた。これらの諸出典においても宇宙観は依然として変更されなかったが、プレーンスケープ において、正と負の物質界は、正と負のエネルギー界に改名された。